# Sanui
L'antic municipi de Sanui s'uní el 1969 amb el d'Alins de Llitera. El nou municipi resultant, d'una extensió territorial de 51, 09 km², rebé oficialment el nom de Sanui i Alins.
El terme tradicional de Sanui té una extensió de 36,68 km². És situat a la part nord-occidental de la comarca, al límit amb els municipis avui aragonesos de Fonts i l'Almunia de San Juan. Drena el terme el riu Sosa, al sud-est, que en un petit sector fa de límit amb Sant Esteve de Llitera i en un altre amb Peralta de la Sal, i el seu afluent el riu Sosa que passa pel cap del municipi. El terme confronta a tramuntana amb Alins de Llitera i al nord-est amb Calassanç. Algunes partides del terme són el Pujal Roig, les Gassetes, las Obagues, l'Alberca, Carlavall, Montalto, Gassol, la Collada, Penellada, les Gralloles, Vallpodrida, Tramassoses (a l'interfluvi entre la sosa de Sanui i la sosa de Peralta) i altres. A migdia del poble hi ha la Penya Gran (472 m).
Sanui escapa per complet de la influència de Tamarit, cap de comarca, i el seu mercat agrícola principal és Montsó. Secundaris, Binèfar i Barbastre. El poble de Sanui és a l'encreuament de dues carreteres locals: la de Peralta a Montsó i la de Binèfar a Estada passant per Sant esteve de llitera.

## Economia
Sanui té una economia bàsicament agraria i de secà. El 1972 tenia 164 explotacions. L'extensió mitjana teòrica per explotació era de 25,4 ha. Al nou municipi hi havia aquell any 4,168 censades i 2, 610 de conreades. Els propietaris menen les seves terres en el 83% dels casos (3,458 ha); hi ha 444 ha arrendades, 3 en parceria i 263 en d'altres règims de tinença. Hi ha 952 parcel·les, amb una extensió mitjana de 4,37 ha.

## Agricultura
La tercera part del terme tradicional de Sanui és ocupada per erms, brolla i pastius, que possibiliten l'existència d'una ramaderia de bestiar porcí i de cabrum. Tota la resta del territori es dedicada al conradís de secà característic de la zona: els cereals, i entre aquests, l'ordi, que ocupa unes 1,500 ha. Hi ha unes 400 ha plantades d'ametllers i unes 350 d'oliveres.

## Demografia
A Sanui hi havia 67 focs el 1381. El 1385 són registrats 93 morabetins i el 1495 i el 1542 hi havia 54 focs. Aquests havien minvat fins a 44 el 1650 i augmentaren fins a 87 el 1713. La població augmentà els anys següents i al cens del comte de Floridablanca, del 1787, es consignen 688 h. Bona part del segle següent la població seguí en corba ascendent (977 h el 1840, 1.057 el 1857 i 1.166 el 1860). A la segona meitat, però, comença a minvar (1.039 h el 1887) i el procés s'estabilitzà els primers vint anys del segle xx. Els anys següents i, sobretot, després de 1950 la recessió demográfica va estar decisiva.
| 1900  | 1910 | 1930 | 1940 | 1950 | 1960 | 1970 | 1978 | 1991 | 1996 | 2001 | 2004 | 2008 | 2011 |
| ----- | ---- | ---- | ---- | ---- | ---- | ---- | ---- | ---- | ---- | ---- | ---- | ---- | ---- |
| 1.118 | -    | 884  | 759  | 674  | 514  | 416  | 338  | 259  | 239  | 204  | 179  | 187  | 175  |

## Sanuiés un nom d'origen pre-romà
El 1103 el rei Pere el d'Osca o Pere I d'Aragó donava a Sant Bartomeu de Calassanç un home a Sanui. El 1116 n'era tinent Pere Humbert. A la baixa edat mitjana el lloc pertanyia al monestir de Sixena fins què, essent priora la infanta Blanca fou comprat pel comte Pere de Ribagorça per 22.000 sous, el 1348. El comte hi posà com a senyor seu mossèn Domènec Quilia. El 1528 Guilleuma d'Urrea prenia possessió i homenatge de Sanui per 15.000 sous; finalment el lloc revertí a la corona el segle xvii. Sanui formà part de la Ribagorça fins a la creació del partit judicial de Tamarit de Llitera (1838). Vers la meitat d'aquest segle xix al poble de Sanui hi havia 97 cases; hi funcionaven telers de llenços ordinaris i dos trulls.

## Lavila
La vila de Sanui (456 m) és a la part central del terme, vora la sosa de Sanui. La població s'agrupa entorn d'un petit turó, a la part superior del qual hi ha l'església parroquial de la Mare de Déu dels Àngels. D'una nau amb capelles laterals, transsepte i cúpula sobre el creuer, l'edifici és construït amb maons i és de tipus classicitzant. La porta és renaixentista i, la façana, la corona un frontó triangular; al seu costat es dreça el campanar de torre, més barroc. Dins la vila hi ha diverses capelles; entre d'altres, la de Sant Antoni de la Casa Valonga, amb un escut sobre el portal, la de Sant Sebastià i la de Santa Anna. Totes tres sense culte, i la darrera potser, és la de més mèrit artístic, s'usa com a magatzem agrícola, però conserva la volta de nervadures, gòtica. A migdia de la població hi ha l'ermita, moderna i molt deteriorada, de Santa Bàrbara, també sense culte.

## Fills il·lustres
Entre els fills il·lustres de Sanui cal remarcar:
- fra Joan Beltran (? - 1556), teòleg trinitari, confessor de l'emperadriu Maria d'Austria, un dels governadors dels regnes hispànics en absentar-se Carles V i conseller d'aquell rei.
- fra Joan de Santiesteban de Falces, arquebisbe de Brindisi (? - 1637).
- Josep Valonga i Almenara, jurista (segles XVII-XVIII).